# Sphenomorphus derroyae
Sphenomorphus derroyae este o specie de șopârle din genul Sphenomorphus, familia Scincidae, descrisă de De Jong în anul 1927. Conform Catalogue of Life specia Sphenomorphus derroyae nu are subspecii cunoscute.